# 延べ視聴率
延べ視聴率（英: gross rating point、GRP）とは広告業界においてスポットCMの契約などに用いられる単位。

## 概要
毎分視聴率が1%の番組に、テレビ広告を1本流すことを 1GRP と表す。
例えば、16%の番組に5本、12%の番組に6本、6%の番組に8本の広告を流した場合は、(16×5)GRP + (12×6)GRP + (6×8)GRP = 200GRP となる。
スポンサーにとっては、ひとつの広告についてそれに接した視聴者の割合（到達率 reach）と、どれだけ多くの回数広告に接したか（平均接触回数 frequency）が重要になってくる。このため、GRP = reach × frequency とも表される。
上記の例の合計19本のうち、全ての世帯が一度でもその広告に接した場合は到達率100%、平均接触回数は2.0回となる。また、全世帯のうちその広告に接した世帯が半分に留まった場合は、到達率は50%、平均接触回数は4.0回である。低視聴率番組に高頻度で出稿するのと、高視聴率番組に絞り込むのとではどちらが効果的かは一概には言えず、スポンサーの戦略によるところが大きい。また当然、ターゲットとしている視聴者層の視聴が見込めることも重要な要素である。スポンサーであるメーカーが小売店に商品を売り込む際には、好条件の陳列スペースを確保するために高い GRP 値の設定が要求される。
テレビ局側の視点から見た場合、200GRP の放映を受注した場合、視聴率20%の番組であれば10本分の枠を用意すればよいが、視聴率5%の番組だと40本放映する必要がある。日本民間放送連盟の定めた放送基準により、1週間あたりのコマーシャルの総量は総放送時間の18%以内とする取り決めがある。即ち販売できる広告枠の絶対量に限度があるため、テレビ局の収入の増加を図るためには、視聴率アップによる単価の向上が必須となる。

## 広告費用
1GRP あたりの価格（つまり単価）は、在京キー局でおよそ10万円と言われている。例えば、関東地区で 200GRP を獲得するには2000万円の費用がかかる。2007年にキリンビールが発売したプレミアムビールでは、発売前に 2000GRP 、発売後に 3000∼4000GRP の広告が投入された。